# Pierre Fredriksson
Pierre Fredriksson, född Pierre Otto Israel Isidor 29 september 1886 i Stockholm, död på samma ort 13 maj 1928, var en svensk skådespelare.

## Filmografi
- 1925 – Flygande holländaren
- 1928 – Gustaf Wasa del I

## Teater

### Roller (ej komplett)
| År   | Roll        | Produktion                                                               | Regi               | Teater                |
| ---- | ----------- | ------------------------------------------------------------------------ | ------------------ | --------------------- |
| 1912 |             | En stockholmsflicka Oscar Wennersten                                     |                    | Folkets hus teater    |
| 1914 | Dschamid    | Arabia land Anna Maria Roos                                              |                    | Intima teatern        |
| 1918 |             | När klockorna klämta Henning Ohlsson                                     | Pierre Fredriksson | Pallas-Teatern        |
| 1918 |             | Salomos dröm Henning von Melsted                                         | Pierre Fredriksson | Pallas-Teatern        |
| 1920 | Store Per   | I bohuslänska skärgården, eller Store Per och Lille Per Oscar Wennersten | Pierre Fredriksson | Söders friluftsteater |
| 1927 | Reb Nachman | Dibbuk - Mellan tvenne världar S. Ansky                                  | Robert Atkins      | Oscarsteatern         |
| 1928 | Halldin     | Gustaf III August Strindberg                                             | Rune Carlsten      | Oscarsteatern         |

### Regi (ej komplett)
| År   | Produktion                                              | Upphovsmän          | Teater                |
| ---- | ------------------------------------------------------- | ------------------- | --------------------- |
| 1918 | När klockorna klämta                                    | Henning Ohlsson     | Pallas-Teatern        |
| 1918 | Salomos dröm                                            | Henning von Melsted | Pallas-Teatern        |
| 1920 | I bohuslänska skärgården, eller Store Per och Lille Per | Oscar Wennersten    | Söders friluftsteater |